# Bristowiella
Bristowiella is een geslacht van spinnen uit de familie wolfspinnen (Lycosidae).

## Soorten
De volgende soorten zijn bij het geslacht ingedeeld:
- Bristowiella kartalensis Alderweireldt, 1988
- Bristowiella seychellensis (Bristowe, 1973)